# Klaus Hardering
Klaus Hardering (* 9. September 1962 in Krefeld) ist ein deutscher Kunsthistoriker.

## Leben
Nach Abitur und Wehrdienst 1982 studierte Klaus Hardering an der Universität Bonn Kunstgeschichte, Historische Geographie und Städtebau; 1990 schloss er mit dem Magister ab. Die Promotion in Kunstgeschichte erfolgte nach einem entsprechenden Studium in Utrecht und Leiden an der dortigen Universität mit einer bauhistorischen Untersuchung der Kirche des ehemaligen Augustinerchorherrenstifts Rolduc. Seit 1990 ist er als wissenschaftlicher Mitarbeiter in der Kölner Dombauverwaltung tätig, wo er 2007 die Nachfolge von Rolf Lauer als Leiter des Kölner Dombauarchivs antrat. In dieser Funktion war er bis zu seinem Ruhestand Anfang Februar 2025 und der 89. Folge (erschienen 2024) Schriftleiter des Kölner Domblatts.

## Schriften (Auswahl)
- Das Chorgestühl von St. Andreas. In: Colonia Romanica 5 (1990), S. 79–100.
- Die Abteikirche von Klosterrath. Baugeschichte und Bedeutung (= Clavis kunsthistorische monografieen. Band 18). Utrecht 1998.
- Rheinische Reliquientumben. In: Kölner Domblatt 64 (1999), S. 55–88.
- mit Leonie Becks: Zurückgewonnen für den Kölner Dom. Die heilige Katharina vom Hochaltar und ein Pleurant vom Grabmal des Erzbischofs Wilhelm von Gennep (= Patrimonia. Band 329). Berlin 2008.
- Kirchenmann und Kirchenmaler. Die kenntnisreichen Bildprogramme des Aachener Domkanonikers Matthias Goebbels. In: Colonia Romanica 26 (2001), S. 279–308.
- (Hrsg.): Die Chorpfeilerfiguren des Kölner Doms. Festschrift Barbara Schock-Werner (= Kölner Domblatt. Band 77). Köln 2012.
- mit Leonie Becks, Matthias Deml: Caspar, Melchior, Balthasar. 850 Jahre Verehrung der Heiligen Drei Könige im Kölner Dom. Ausstellungskatalog. Köln 2014.
- Jenseits der Gewölbe. Ein Führer über die Dächer des Kölner Domes (= Meisterwerke des Kölner Domes. Band 5). 4. Auflage. Köln 2015.
- mit Catharina Scholtens: Abtei Rolduc in Kerkrade (= Rheinische Kunststätten. Band 567). Köln 2018.